# Inside Out (Band)
Inside Out war eine Hardcore-Band aus dem kalifornischen Orange County. Sänger Zack de la Rocha wurde später als Mitglied von Rage Against the Machine bekannt.

## Geschichte
Inside Out wurde 1988 gegründet. Die einzige Veröffentlichung, die EP No Spiritual Surrender wurde im Januar 1990 in den Pendragon Studios aufgenommen und erschien auf Revelation Records. Für die Studioaufnahmen wurde Alex Baretto von Chris Bratton am Schlagzeug ersetzt; ersterer wechselte als Bassist zu Chain of Strength, letzterer spielte dort parallel Schlagzeug. Die Vinyl-Version der EP beinhaltet vier Songs, auf der CD-Version sind zwei weitere Stücke enthalten. Das zweite Album, für das bereits Songs geschrieben wurden, sollte den Namen Rage Against the Machine tragen. 1991 löste sich Inside Out auf, nachdem Vic DiCara die Band verlassen hatte.
Vic DiCara spielte in späteren Jahren unter anderem bei Shelter und 108. Mark Hayworth war eine Zeitlang Mitglied der Gorilla Biscuits.

## Diskografie
- 1990: No Spiritual Surrender (EP, Revelation Records)